# Puiul
Puiul este un film românesc din 1946 regizat de Laurențiu Sîrbu.